# Craig Merren
Craig Tyrone Merren (nascido em 6 de novembro de 1966) é um ex-ciclista caimanês. Ele representou as Ilhas Cayman durante os Jogos Olímpicos de Los Angeles 1984, Seul 1988 e Barcelona 1992.
Irmão de Perry Merren; meio-irmão de Merilyn Phillips. Ambos também são ex-ciclistas.